# Ant Wan
Antwan Afram, mest känd under artistnamnet Ant Wan (tidigare Råby och Antwan Råby), född 1 januari 1998, är en svensk före detta rappare och låtskrivare från Råby i Västerås.

## Biografi
Antwan är född och uppvuxen i Västeråsstadsdelen Råby. Han har syrianska rötter. Som ung drömde han om att bli fotbollsproffs.
Som femtonåring blev Antwan introducerad till musiken av en vän. På en fritidsgård spelade de in musik som han senare släppte under namnet Råby, och senare Antwan Råby. Många av låtarna publicerades på Youtube och Spotify, men togs senare bort av Antwan själv och går numera endast att hitta på Soundcloud och andra Youtube-konton.
Antwan fick större uppmärksamhet när han i slutet av 2018 bytte artistnamn till Ant Wan och släppte singeln "Sativa". Under 2019 släppte Ant Wan tre projekt: i januari EP:n Wow, som nådde första plats på Sverigetopplistan, i september debutalbumet Ghettostar med åtta låtar (inklusive de tidigare släppta singlarna "Mama" och "Ikon"), och i november hans andra EP Kapitel 21, som även den toppade listorna.
I april 2020 släppte Ant Wan sitt andra album 724, uppkallat efter början av postnumret för den delen av Västerås där han växte upp. 
Den 5 februari 2021 släppte Ant Wan albumet Leylas World tillsammans med en musikvideo för albumets ledande låt "1942" dagen efter albumsläppet. Sommaren 2021 släppte Ant Wan singeln "Marbella" som sedan blev det sjätte spåret på hans femte album, Wow 2, som släpptes i oktober samma år. Hela albumet hamnade på topplistan direkt och förutom "Marbella" blev "Wenak" och "Heartbreaker" de mest spelade låtar från projektet.
I september 2022 släppte Ant Wan albumet The Only Wan, som toppade Sverigetopplistan under flera veckor tillsammans spåren "Dum" och "Komplicerat". 
Den 15 maj 2025 meddelade Ant Wan genom ett Instagram-inlägg att han lägger ner sin musikkarriär. Anledningen är enligt honom själv att han vill leva sitt liv "någonstans långt ifrån kameror och rampljus".

## Konserter
Den 2 oktober 2023 genomförde Ant Wan en slutsåld konsert på Avicii Arena i Stockholm, arrangerad tillsammans med onlinemagasinet DOPEST och FKP Scorpio. Konserten skrev svensk musikhistoria, då det var första gången en svensk hiphop-artist sålde ut arenan på egen hand. I januari 2024 avslöjade Ant Wan, DOPEST och FKP Scorpio att ytterligare en konsert bokats den 12 oktober 2024 på Tele2 Arena, vars biljetter också sålde slut kort efter att de släppts.

## Diskografi
- 2016 – Tomma Ord
- 2018 – FTP
- 2018 – Äkta

- 2018 – Inget E Samma

- 2019 – Wow
- 2019 – Ghettostar
- 2019 – Kapitel 21
- 2020 – 724
- 2021 – Leylas World
- 2021 – Wow 2
- 2022 – The Only Wan
- 2024 – For Those Who Believed
- 2024 – Wanderland